# Crawinkel
Crawinkel är en ortsteil i kommunen Ohrdruf i Landkreis Gotha i förbundslandet Thüringen i Tyskland. Crawinkel var en kommun fram till 1 januari 2019 när den uppgick i Ohrdruf. Kommunen Crawinkel hade 1 446 invånare 2018.